# Copia conforme
Copia conforme (Copie conforme) è un film del 2010 diretto da Abbas Kiarostami.
Con questa interpretazione, l'attrice Juliette Binoche ha vinto il Prix d'interprétation féminine al Festival di Cannes 2010.

## Trama
James Miller, un noto scrittore inglese, si trova ad Arezzo per la presentazione del suo ultimo libro, Copia conforme, saggio che tratta della relazione tra originale e copia nel mondo dell'arte. Alla conferenza incontra Elle, una gallerista francese che vive nel piccolo paese di Cortona, dove gestisce un negozio di antiquariato. Dopo aver assistito alla presentazione, la donna lo avvicina e lo invita da lei, chiedendogli di firmare alcune copie del libro che aveva acquistato.
I due decidono di fare una gita a Lucignano, durante la quale una barista, dopo aver ascoltato i loro discorsi, si confida con la donna sui segreti dei rapporti di coppia. James ed Elle trascorrono il resto della giornata discutendo sulla loro crisi, cercando di ravvivare la loro relazione, ripercorrendo le esperienze e visitando i luoghi della loro luna di miele, passata proprio nel paesino toscano.
Quando la giornata volge al termine, i due si ritrovano nell'albergo in cui avevano passato la prima notte della loro luna di miele ma James, che deve lasciare la Toscana di lì a poco, è indeciso se rimanere o meno con Elle per la notte.

## Distribuzione

### Edizione italiana
Per la distribuzione in Italia si è scelto di doppiare in italiano i dialoghi in inglese e francese anziché sottotitolarli, eliminando così il trilinguismo originale. Per mantenere una coerenza vocale, Juliette Binoche è stata doppiata anche nelle scene dove parla in italiano. Il doppiaggio è stato eseguito dalla PCM Audio e diretto da Rodolfo Bianchi su dialoghi di Federica De Paolis.

## Curiosità
- La fontana della scena girata a Lucignano fa parte della finzione scenografica. La piazza nella quale è stata girata la scena (Piazza del Tribunale) non ha fontane.

## Riconoscimenti
- Festival di Cannes 2010: Prix d'interprétation féminine (Juliette Binoche)
- Semana Internacional de Cine de Valladolid 2010: Espiga de oro per il miglior film